# Biología forestal
La biología forestal es una de las ciencias naturales y métodos científicos que tiene como objetivo aporta teorías sobre la biología y botánica moderna.
Sus teorías abarcan el origen de la Tierra y la vida, características de los seres vivos, la clasificación de los organismos, los reinos, niveles de organización y la genética de la micro-evolución de individuos dentro de una misma especie como adaptación a ambientes favorables (lluviosos, templados y con buenos suelos) o desfavorables (seco o fríos, con suelo erosionado o poco fértil) es de aplicación a la elección de la mejor procedencia de una especie para una repoblación forestal. 
Los árboles que viven en ambiente favorable (semilla f) suelen ser capaces de aprovechar al máximo las buenas condiciones y de adaptarse a cambios ambientales transitorios, pero no tienen por qué estar igual de bien adaptados a sufrir la sequía o la escasez de recursos de forma continuada. Del mismo modo, poblaciones de la misma especie que han vivido durante muchas generaciones en sitios difíciles (semilla d) han logrado adaptarse a ese medio dedicando gran cantidad de recursos al ahorro de agua, a mantener una raíz profunda y a acumular reservas de agua y nutrientes, lo que les hace muy tolerantes a la escasez, pero poco capaces de aprovechar condiciones más favorables.
También, desempeña sus actividades en instituciones públicas y privadas relacionadas con diferentes ámbitos: investigación y educación ambiental, agropecuaria, pesquera, de la salud, acuacultura, agroindustria, industria farmacéutica, industria alimentaria, de servicios, consultorías, estudios de geografía e informática, reservas y parques naturales, entre otros.
- Datos: Q5728863